# Вакага
Вакага (фр. Vakaga; санго Sêse tî kömändâ-kötä tî Vakaga) — префектура на севере Центральноафриканской Республики.
- Административный центр — город Бирао.
- Площадь — 46 500 км², население — 37 595 человек (2003 год).

## География
Граничит на юге с префектурой Верхнее Котто, на юго-западе с префектурой Бамбинги-Бангоран, на северо-западе с Чадом, на северо-востоке с Суданом. Префектура слабо заселена. Начиная с 2006 года в Вакаге ведутся военные действия между правительственными войсками и сепаратистами.

## Субпрефектуры
- Бирао
- Уанда-Джале